# Alfred Delp
Alfred Delp (ur. 15 września 1907 w Mannheim, zm. 2 lutego 1945 w Berlinie) – niemiecki teolog i jezuita, opozycjonista w okresie III Rzeszy związany z Kręgiem z Krzyżowej.

## Życiorys
Urodził się jako najstarszy syn z sześciorga dzieci w mieszanej wyznaniowo rodzinie z Mannheim (kupca Friedricha i Marii z domu Bernauer). Będąc czternastolatkiem zdecydował się na konwersję, przechodząc na katolicyzm. Od 1922 do 1926 roku zaangażował się we współpracę z Biskupim Konwiktem w Dieburgu, działając w tym samym czasie na rzecz Związku Nowych Niemiec (niem. Bund Neudeutschland). Po maturze wstąpił do zakonu jezuitów. Po odbyciu nowicjatu studiował filozofię (1928-1931). Po studiach został wychowawcą młodzieży w internacie Kolegium Jezuickiego w Feldkirch. Posadę tę sprawował do 1934 roku, by potem zostać prefektem w Kolegium St. Blasien. Od roku 1934 studiował teologię, a w 1937 roku przyjął święcenia kapłańskie. W latach 1939–1941 był redaktorem wpływowego katolickiego czasopisma „Stimmen der Zeit". Po wydaniu zakazu publikacji dalszych numerów, został rektorem kościoła filialnego St. Georg w monachijskiej dzielnicy Bogenhausen.
Za sprawą Augustina Röscha, w latach 1942-1943, zaczął intensywnie działać w Kręgu z Krzyżowej. Do tworzonych przez spiskowców planów nowego ładu udało mu się wprowadzić elementy katolickiej nauki społecznej. Delp uczestniczył w drugim i trzecim zjeździe w Krzyżowej. Starał się udzielać pomocy środowiskom żydowskim. Na potrzeby Kręgu opracował materiały poświęcone kwestiom robotniczym i chłopskim. Nie był jedynie filozofem i myślicielem, pomógł bowiem także nawiązać kontakty z pojedynczymi osobami z monachijskiego kręgu oporu i grupą Helmuta Jamesa von Moltkego.
28 lipca 1944 roku aresztowano go w Monachium, a 11 stycznia 1945 roku tzw. sąd ludowy – specjalny sąd, ustanowiony przez władze III Rzeszy – skazał go na karę śmierci. Powieszony 2 lutego 1945 roku w berlińskim więzieniu Plötzensee. Jego zwłoki zostały spalone, a prochy rozrzucone.

## Publikacje (wybór)
Wśród opublikowanych tekstów A. Delpa znajdują się m.in.:
- Tragische Existenz. Zur Philosophie Martin Heideggers. Herder, Freiburg 1935[1]
- Gesammelte Schriften. Hrsg.: Roman Bleistein. Josef Knecht, Frankfurt am Main, ISBN 978-3-7820-0699-6 (ok. 2215 stron w 5 tomach).
- Geistliche Schriften. 1982, ISBN 3-7820-0478-7 (teksty wprowadzające: Karl Rahner).
- Philosophische Schriften. 1983, ISBN 3-7820-0485-X (teksty wprowadzające: Karl Heinz Neufeld).
- Predigten und Ansprachen. 1983, ISBN 3-7820-0487-6 (teksty wprowadzające: Ludwig Bertsch).
- Aus dem Gefängnis. 1984, ISBN 3-7820-0499-X (teksty wprowadzające: Roman Bleistein).
- Der Herrgott. 1985, ISBN 3-7820-0511-2 (słowo wstępne: Roman Bleistein).
- Briefe – Texte – Rezensionen. 1988, ISBN 3-7820-0580-5.